# 오파비니아
오파비니아(학명: Opabinia regalis 오파비니아 레갈리스[*])는 캄브리아기 지층에서 발견된 초기 절지동물의 하나로 오파비니아과에 속한다. 오파비니아는 브리티시컬럼비아 주의 캄브리아기 중기 지층 버제스 셰일에서 20점 미만의 좋은 표본이 발견되었다. 표본 3점은 그레이터 필로포드 층에서 발견되었으며, 전체 군집 중 0.1% 미만을 이룬다.오파비니아는 연체를 가진, 크지 않은 동물이었으며, 몸의 체절은 몸 가장자리와 꼬리부채를 따라 둥근 돌출부가 있었다. 머리에는 눈에 띄는 특징이 보이는데, 눈이 5개이고 입은 머리 아래에 붙어 있으며 길다란 주둥이는 코끼리의 코처럼 먹이를 입으로 집어넣는 용도로 생각된다. 오파비니아는 해저에 서식했으며, 해저의 작은 먹이들을 주식으로 삼은 것으로 보인다.

## 발견사
1911년, 찰스 두리틀 월컷은 버지스 셰일에서 오파비니아의 거의 완벽한 화석 표본 9점을 발견해 그 중 몇 개를 오파비니아 메디아(Opabinia ? media)로 분류하고 1912년에 이것들 전부를 논문으로 게재했다 속명은 캐나다 브리티시 컬럼비아의 오하라 호의 남동쪽에 있는 헝가비산과 비들산 사이의 오파빈 산길(Opabin pass)에서 했다. 1966년에서 1967년 사이 해리 휘팅턴이 또 다른 보존율이 좋은 표본을 발견했으며 1975년에 다양한 각도에서 본 이 표본들의 사진들과 일부 표본을 매우 철저히 해부한 것을 바탕으로 한 자세한 내용의 논문을 발표했다. 휘팅턴의 분석은 오파비니아 메디아를 다루지 않았으며, 월컷의 이 종 표본을 그의 컬렉션에서 확인할 수 없었다. 1960년 러시아의 고생물학자들은 시베리아의 노릴스크 지역에서 발견된 표본을 '오파비니아 노릴리카'(Opabinia norilica)라고 명명한 논문을 게재했지만그러나 이 화석들은 잘 보존되지 않았고, 휘팅턴은 이것들이 '오파비니아속'으로 분류될 만큼 충분한 정보를 제공해주지 못했다고 느꼈다.

## 산출지
지금까지 발견된 오파비니아의 모든 인정받은 화석표본들은 브리티시 컬럼비아의 캐나다 로키산맥에 있는 버지스 셰일의 필로포드 층에서 나온 것이다.
1997년 브릭스와 네딘은 오스트레일리아 남부의 에뮤 베이 셰일에서 이전의 표본들보다 더 나은 보존율을 가진 미오스콜렉스(Myoscolex)라는 새로운 표본을 발견해 이를 보고했는데, 오파비니아의 근연종인 것으로 결론이 내려졌으나 나중에 이 가설에 대해 미오스콜렉스를 환형동물의 일종으로 보고 있는 지크(Dzik)가 의문을 제기했다.

## 형태 특징

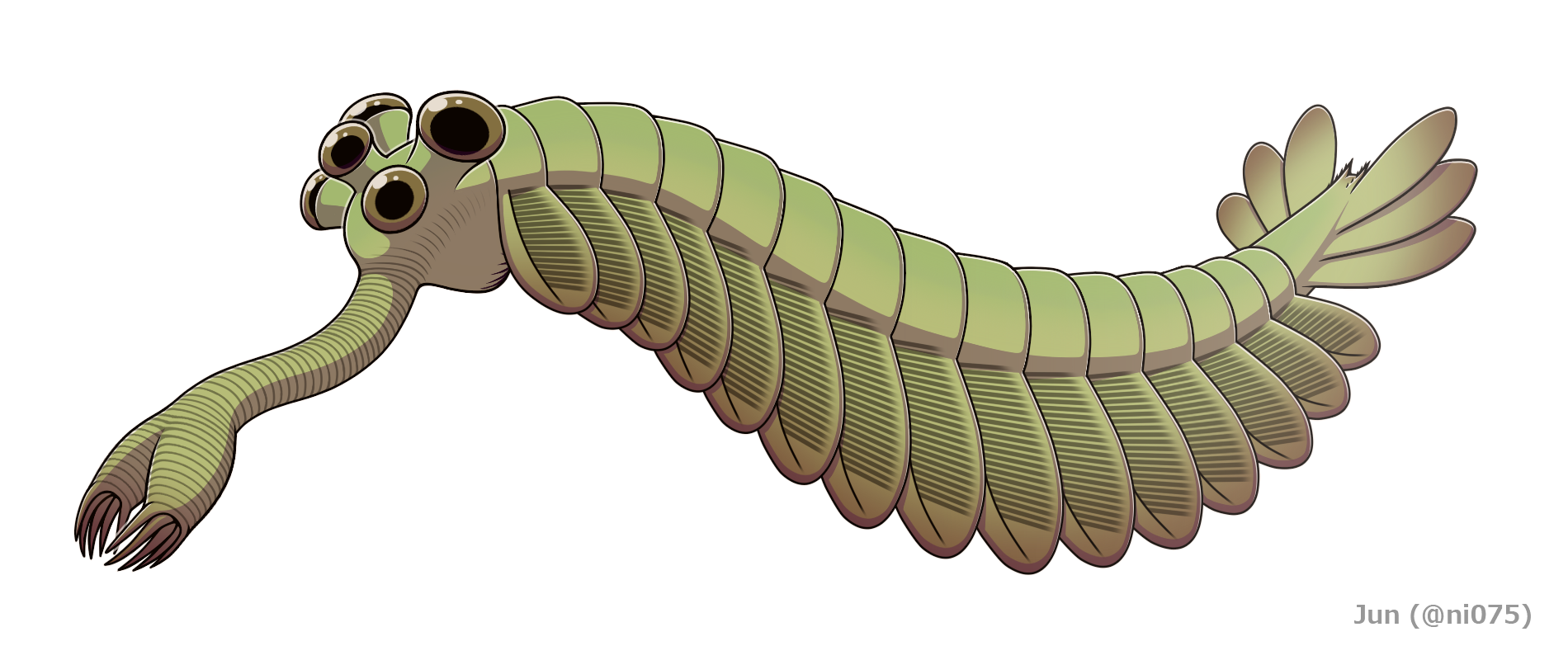
복원도
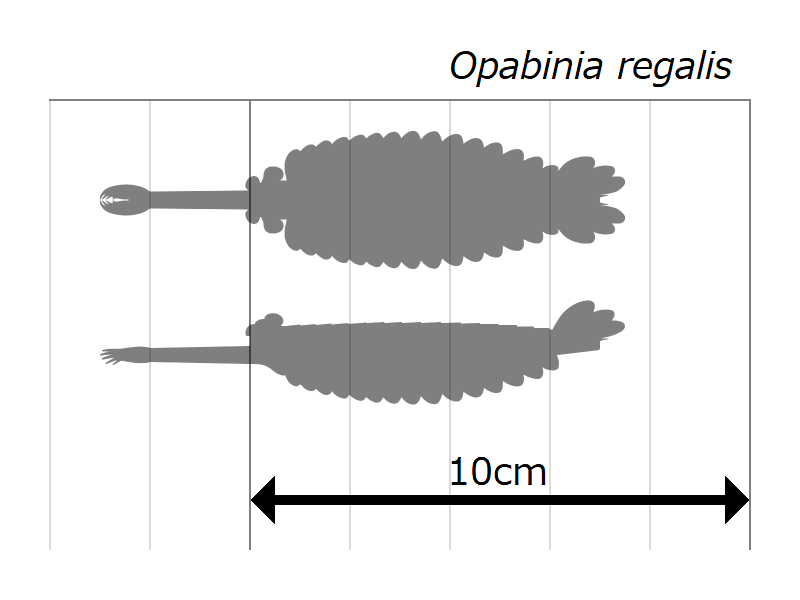
크기 추정도

오파비니아는 당시 휘팅턴이 이를 대중에게 처음으로 공개했을 때 다들 웃음을 터뜨렸을 정도로 꽤 괴상하게 생겼다. 몸길이는 머리(주둥이 포함)부터 꼬리 끝까지 쟀을 때 4~7cm에 달한다. 가장 눈에 띄는 특징 중 하나는 속이 빈 주둥이로, 전체 몸길이의 약1/3이며 머리 밑면에서 아래로 튀어나와 있다. 이 주둥이는 진공청소기의 호스관처럼 홈이 들어가 있으며 유연하고, 주둥이 끝에는 안팎으로 튀어나온 가시 형태의 발톱 같은 구조물이 5개가 있으며 가장자리 끝에 달린다. 발톱의 좌우대칭 및 양측 배치는 방사치류 및 엽족류의 전방부속지와 비교해 볼 때, 이 발톱 구조물이 달린 주둥이는 융합된 전방부속지 한 쌍임을 나타냄을 시사한다. 머리에는 자루가 달린 눈 5개가 있는데, 두 개의 눈이 앞쪽에 있으며 머리 중앙에 꽤 가까이 놓여있고 위쪽과 앞쪽을 향해 있고, 머리의 뒷쪽 및 바깥쪽 테두리에 놓인 긴 자루를 가진 2개의 커다란 눈은 위쪽과 옆쪽을 향해 있고, 그 두 눈 사이 가운 데에 있는 한 개의 자루눈은 위를 향해 있다. 이 5개의 눈들은 전부 절지동물처럼 겹눈인 것으로 추정되나, 이 복원은 어떤 증거로도 뒷받침되지 않으며 '다소 상상에 치우쳐져' 있다. 머리 밑과 주둥이 뒤에는 잎이 놓여져 있고 아래를 향해 있어 소화관이 몸 뒤쪽으로 향하면서 U자 모양을 형성한다. 주둥이는 입에 닿을 만큼 충분히 길고 유연했던 것으로 보인다.
몸통은 대개 폭 5mm이며, 총 15마디이고 각 마디에 아래 및 바깥을 향해 있는 지느러미(엽)가 한 쌍씩 달려 있다. 지느러미가 겹쳐 있어 각각의 앞부분이 다른 지느러미의 뒤쪽 테두리 부분으로 덮여 있다. 몸통의 끝에는 위와 바깥으로 향해 있는 겹쳐진 세 쌍의 꼬리부채깃 달린 원뿔 모양의 단일 마디가 있으며, V자 모양의 이중 부채 같은 꼬리를 형성한다.
오파비니아의 다른 특징에 대한 가설들에는 차이가 있다. 광물화된 갑각이 없거나 절지동물의 것과 같은 단단한 유기 외골격이 없기 때문에 오파비니아의 몸은 묻혀 화석화되면서 평평해졌고, 화석의 윤곽 안에는 더 작거나 내부에 있는 특징이 무늬 형태로 드러난다.

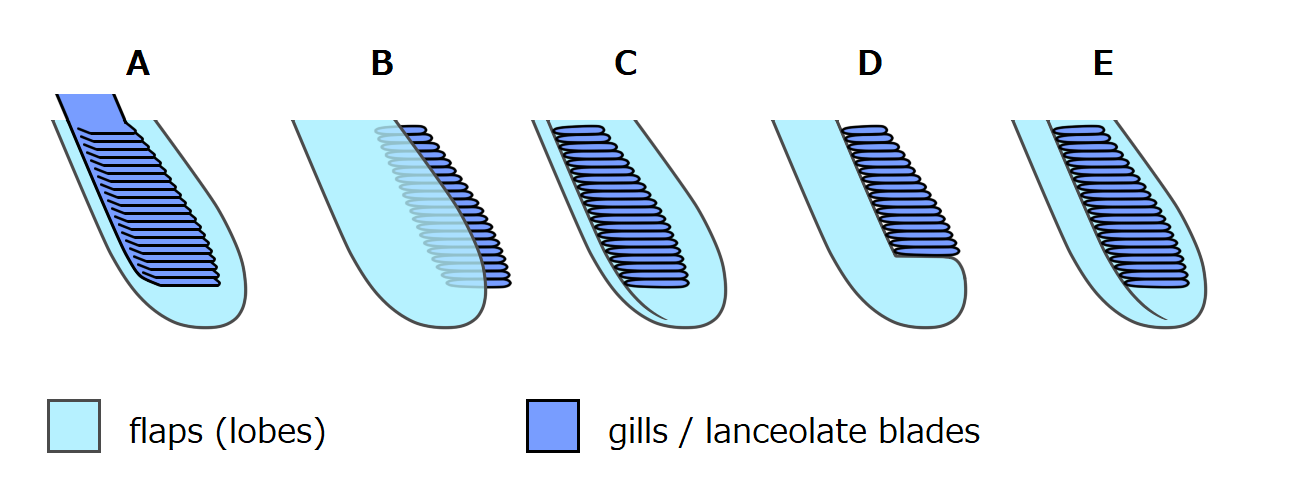
오파비니아의 지느러미 및 아가미 구조에 대한 다양한 가설들 A: Whittington (1975),[3] B: Bergström (1986),[9] C: Budd (1996),[10] D: Zhang & Briggs (2007),[14] E: Budd & Daley (2011)
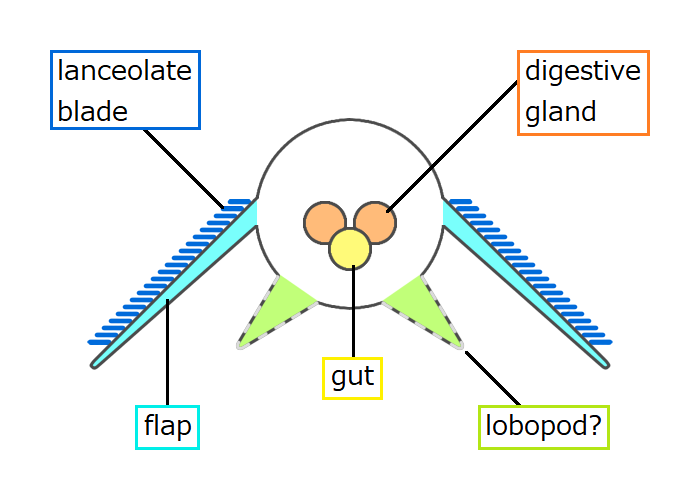
Budd and Daley (2011)의 논문을 바탕으로 한 오파비니아의 단면도

휘팅턴은 아가미가 첫 번째 지느러미를 제외한 모든 지느러미의 기부에서 등쪽 방향으로 달라붙어 있는 것으로 해석했으며, 이 아가미는 아래가 평평하고 위에 겹겹이 쌓인 층이 있다고 생각했다. 베르그스트룀(1986)은 이 겹쳐있는 층이 따로 떨어져 있는 깃아가미의 줄이라고 견해를 밝혔으며, 지느러미의 경우 몸체의 윗면에 걸쳐 있는 등판의 일부로 해석헀으며, 그 아래에 깃아가미가 붙어있는 것으로 해석했다. 그레이엄 버드 (1996)의 경우, 깃아가미가 첫 번째 지느러미를 제외한 모든 지느러미의 앞부분을 따라 붙어있다고 생각했다. 그는 또한 지느러미의 앞부분 안쪽에서 아가미를 몸통 안쪽과 연결해주는 안쪽의 홈으로 보이는 자국을 발견했는데, 휘팅턴도 이 자국을 안쪽 홈으로 해석했다. 그러나 장과 데렉 브릭스 (2007)는 모든 지느러미가 깃아가미가 부착된 곳의 뒷부분에 빈 공간을 가지고 있는 것으로 해석했다. 버드와 데일리는 (2011) 장과 브릭스의 가설을 바탕으로 한 복원 방식을 거부했고, 이전 복원과 같이 지느러미가 뒤쪽 부분을 완전히 가지고 있음을 보여주었다. 그들은 주로 버드 (1996)의 복원 방식을 따르며, 몇 가지 세부 사항을 수정했다.

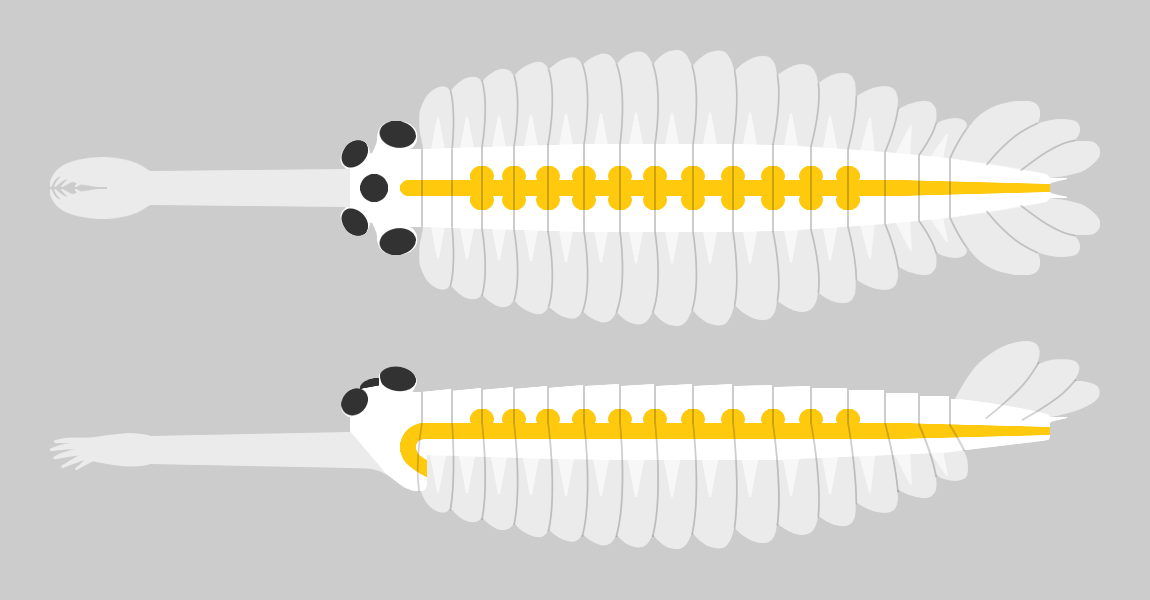
오파비니아의 소화계 (노란색으로 강조). 여러 개의 게실 들이 보인다.

휘팅턴 (1975)은 몸통을 따라 세모꼴에 가까운 형태들을 발견했는데, 이것이 소화관의 측면 확장부(게실)로 보이는 내부 구조물인 것으로 결론 지었다. Chen et al. (1994)의 논문에서는 몸의 측면을 따라 엽 내부에 들어가 있던 것으로 보았다. 버드 (1996)는 이 삼각 구조물이 너무 넓어 오파비니아의 늘씬한 몸 내부에 들어맞지 않으며 단면 모습에서 이 구조물들이 엽과 분리되어 있고 엽보다 아래쪽에 붙어 있으며, 몸 아래로 뻗어 있는 것을 보여준다고 생각했다. 그는 이후에 더라의 외부 큐티클이 보존된 것이 드러난 화석표본을 발견했다. 그는 결국 이 '세모꼴'이 짧고 살집이 있는 원뿔 모양의 다리(엽족)인 것으로 해석했다. 또, 일부 끝에서 작은 광물화된 부분을 발견해 이것을 발톱으로 해석했다. 이러한 복원 방식 하에서, 아가미가 달린 지느러미와 엽족은 절지동물의 이분지(마렐라, 삼엽충, 갑각류 등)에서 볼 수 있는 아가미가 달린 외지 및 다리 형태의 내지의 모습과 상동이다. 장과 브릭스 (2007)는 이 삼각 구조의 화학성분을 분석했는데, 이것이 소화관과 같은 성분인 것으로 결론을 지었으며, 따라서 이 구조물이 소화계의 일부로 보았던 휘팅턴의 주장에 동의했다. 대신 이들은 오파비니아의 엽·아가미의 배치를 이분지의 구조로 분열되기 이전 절지동물 다리의 초기 형태로 간주했다. 그러나 이 유사한 화학 성분은 소화관에만 관련이 있는 것이 아니다. 버드와 데일리(2011)의 논문에서는 이 성분이 액체로 채워진 체강 안에서 형성된 무기염을 나타내며, 이는 엽족동물 화석에서 볼 수 있는 속이 빈 엽족과 명백히 일치한다고 보고 있다. 또한 오파비니아의 내장 게실이 삼각 구조물에서 개별화된 일련의 원형 내장선이라는 점을 명확히 한다. 그들은 끝발톱이 없다는 점에 동의했지만, 오파비니아에서 엽족의 존재는 여전히 그럴듯한 해석으로 남아 있다.

## 생활방식
이류 또는 모래폭풍 등의 퇴적 적차류로 인해 버지스 셰일 동물들이 파묻힌 방식은 이들이 해저 표면에 살았음을 보여준다. 오파비니아는 아마도 먹이 입자들을 퇴적물에서 훝어내며 찾아 입에 가져다 대는데 주둥이를 이용했을것이다. 턱으로 기능하는 그 어떤 흔적도 없기 때문에, 먹이는 작고 연했을 것으로 추정한다. 여러 쌍의 내장 게실은 먹이 소화 및 영양분 섭취의 효율성을 높혀주었을 것이다. 오파비니아에 다리가 없었을 것으로 생각했던 휘팅턴은 (1975) 오파비니아가 엽으로 기어다니고, 특히 엽의 후시성 운동과 함께 파도를 만들기 위해 운동 박자를 맞췄다면 엽으로 펄럭이며 느리게 헤엄쳤을 것으로도 여겼다. 한편으로는 몸 전체가 물고기 같은 기복성을 보이는데 충분히 유연하지 않다고 여기기도 하였다.

## 계통
|  | †오파비니아 |
|  |             |
|  | †우타우로라 |
|  |             |

|  | †방사치목  |
|  |            |
|  | 진절지동물 |
|  |            |

|  | †오파비니아 |
|  |             |
|  | †우타우로라 |
|  |             |

|  | †방사치목  |
|  |            |
|  | 진절지동물 |
|  |            |

|  | †오파비니아 |
|  |             |
|  | †우타우로라 |
|  |             |

|  | †방사치목  |
|  |            |
|  | 진절지동물 |
|  |            |

|  | †오파비니아 |
|  |             |
|  | †우타우로라 |
|  |             |

|  | †방사치목  |
|  |            |
|  | 진절지동물 |
|  |            |

|  | †오파비니아 |
|  |             |
|  | †우타우로라 |
|  |             |

|  | †방사치목  |
|  |            |
|  | 진절지동물 |
|  |            |

|  | †오파비니아 |
|  |             |
|  | †우타우로라 |
|  |             |

|  | †방사치목  |
|  |            |
|  | 진절지동물 |
|  |            |

|  | †오파비니아 |
|  |             |
|  | †우타우로라 |
|  |             |

|  | †방사치목  |
|  |            |
|  | 진절지동물 |
|  |            |

|  | †오파비니아 |
|  |             |
|  | †우타우로라 |
|  |             |

|  | †방사치목  |
|  |            |
|  | 진절지동물 |
|  |            |

|  | †오파비니아 |
|  |             |
|  | †우타우로라 |
|  |             |

|  | †방사치목  |
|  |            |
|  | 진절지동물 |
|  |            |

|  | †오파비니아 |
|  |             |
|  | †우타우로라 |
|  |             |

|  | †방사치목  |
|  |            |
|  | 진절지동물 |
|  |            |

|  | †오파비니아 |
|  |             |
|  | †우타우로라 |
|  |             |

|  | †방사치목  |
|  |            |
|  | 진절지동물 |
|  |            |

|  | †오파비니아 |
|  |             |
|  | †우타우로라 |
|  |             |

|  | †방사치목  |
|  |            |
|  | 진절지동물 |
|  |            |

|  | †오파비니아 |
|  |             |
|  | †우타우로라 |
|  |             |

|  | †방사치목  |
|  |            |
|  | 진절지동물 |
|  |            |

|  | †오파비니아 |
|  |             |
|  | †우타우로라 |
|  |             |

|  | †방사치목  |
|  |            |
|  | 진절지동물 |
|  |            |

|  | †오파비니아 |
|  |             |
|  | †우타우로라 |
|  |             |

|  | †방사치목  |
|  |            |
|  | 진절지동물 |
|  |            |

|  | †오파비니아 |
|  |             |
|  | †우타우로라 |
|  |             |

|  | †방사치목  |
|  |            |
|  | 진절지동물 |
|  |            |

|  | †오파비니아 |
|  |             |
|  | †우타우로라 |
|  |             |

|  | †방사치목  |
|  |            |
|  | 진절지동물 |
|  |            |

|  | †오파비니아 |
|  |             |
|  | †우타우로라 |
|  |             |

|  | †방사치목  |
|  |            |
|  | 진절지동물 |
|  |            |

|  | †오파비니아 |
|  |             |
|  | †우타우로라 |
|  |             |

|  | †방사치목  |
|  |            |
|  | 진절지동물 |
|  |            |

|  | †오파비니아 |
|  |             |
|  | †우타우로라 |
|  |             |

|  | †방사치목  |
|  |            |
|  | 진절지동물 |
|  |            |

|  | †오파비니아 |
|  |             |
|  | †우타우로라 |
|  |             |

|  | †방사치목  |
|  |            |
|  | 진절지동물 |
|  |            |

|  | †오파비니아 |
|  |             |
|  | †우타우로라 |
|  |             |

|  | †방사치목  |
|  |            |
|  | 진절지동물 |
|  |            |

|  | †오파비니아 |
|  |             |
|  | †우타우로라 |
|  |             |

|  | †방사치목  |
|  |            |
|  | 진절지동물 |
|  |            |

|  | †오파비니아 |
|  |             |
|  | †우타우로라 |
|  |             |

|  | †방사치목  |
|  |            |
|  | 진절지동물 |
|  |            |

|  | †오파비니아 |
|  |             |
|  | †우타우로라 |
|  |             |

|  | †방사치목  |
|  |            |
|  | 진절지동물 |
|  |            |

|  | †오파비니아 |
|  |             |
|  | †우타우로라 |
|  |             |

|  | †방사치목  |
|  |            |
|  | 진절지동물 |
|  |            |

|  | †오파비니아 |
|  |             |
|  | †우타우로라 |
|  |             |

|  | †방사치목  |
|  |            |
|  | 진절지동물 |
|  |            |

|  | †오파비니아 |
|  |             |
|  | †우타우로라 |
|  |             |

|  | †방사치목  |
|  |            |
|  | 진절지동물 |
|  |            |

|  | †오파비니아 |
|  |             |
|  | †우타우로라 |
|  |             |

|  | †방사치목  |
|  |            |
|  | 진절지동물 |
|  |            |

|  | †오파비니아 |
|  |             |
|  | †우타우로라 |
|  |             |

|  | †방사치목  |
|  |            |
|  | 진절지동물 |
|  |            |

|  | †오파비니아 |
|  |             |
|  | †우타우로라 |
|  |             |

|  | †방사치목  |
|  |            |
|  | 진절지동물 |
|  |            |

|  | †오파비니아 |
|  |             |
|  | †우타우로라 |
|  |             |

|  | †방사치목  |
|  |            |
|  | 진절지동물 |
|  |            |

}}

## 같이 보기
- 우타우로라

### 내용주
1. ↑  1975년 휘팅턴에 의해 재구성된 수직 대신[3]
2. ↑  예를 들어, 첫 번째 지느러미 쌍에도 아가미가 있으며, 깃아가미의 부착 지점은 이전에 생각했던 것보다 더 뒤쪽에 위치한다.

### 참고주
1. ↑  Briggs, Derek E. G. (2015년 4월 19일). “Extraordinary fossils reveal the nature of Cambrian life: a commentary on Whittington (1975) 'The enigmatic animal Opabinia regalis, Middle Cambrian, Burgess Shale, British Columbia'”. 《Philosophical Transactions of the Royal Society B: Biological Sciences》 370 (1666): 20140313. Bibcode:2015RSPTB.37040313B. doi:10.1098/rstb.2014.0313. PMC 4360120. PMID 25750235.
2. ↑  Caron, Jean-Bernard; Jackson, Donald A. (October 2006). “Taphonomy of the Greater Phyllopod Bed community, Burgess Shale”. 《PALAIOS》 21 (5): 451–65. Bibcode:2006Palai..21..451C. doi:10.2110/palo.2003.P05-070R. JSTOR 20173022. S2CID 53646959.
3. 1 2 3 4 5 6 7 8 9 10 11 12 13 14 15 16 17 18 19 20 21  Whittington, H. B. (June 1975). “The enigmatic animal Opabinia regalis, Middle Cambrian Burgess Shale, British Columbia”. 《Philosophical Transactions of the Roya》 271 (910): 1–43 271. Bibcode:1975RSPTB.271....1W. doi:10.1098/rstb.1975.0033. JSTOR 2417412. Free abstract at Whittington, H. B. (1975). “The Enigmatic Animal Opabinia regalis, Middle Cambrian, Burgess Shale, British Columbia”. 《Society B》 271 (910): 1–43. Bibcode:1975RSPTB.271....1W. doi:10.1098/rstb.1975.0033.
4. 1 2  WALCOTT, C. D. 1912. Middle Cambrian Branchiopoda, Malacostraca, Trilobita and Merostomata. Smithsonian Miscellaneous Collections, 57: 145-228.
5. ↑  Gould, S. J (1990). 《Wonderful Life》. London: Hutchinson Radius. 77 and p. 189쪽. ISBN 978-0-09-174271-3.
6. ↑  Miroshnikov, L. D. and Krawzov, A. G. (1960). Rare paleontological remains and traces of life in late Cambrian deposits of the northwestern Siberian platform. Palaeontology and biostratigraphy of the Soviet Arctic, 3, pp. 28–41.
7. ↑  Briggs, D. E. G.; Nedin, C. (January 1997). “The Taphonomy and Affinities of the Problematic Fossil Myoscolex from the Lower Cambrian Emu Bay Shale of South Australia”. 《Journal of Paleontology》 71 (1): 22–32. Bibcode:1997JPal...71...22B. doi:10.1017/S0022336000038919. JSTOR 1306537. S2CID 131851540.
8. ↑  Dzik, J. (2004). “Anatomy and relationships of the Early Cambrian worm Myoscolex”. 《Zoologica Scripta》 33 (1): 57–69. doi:10.1111/j.1463-6409.2004.00136.x. S2CID 85216629.
9. 1 2 3  Bergström, J. (1986). “Opabinia and Anomalocaris, unique Cambrian arthropods”. 《Lethaia》 19 (3): 241–246. Bibcode:1986Letha..19..241B. doi:10.1111/j.1502-3931.1986.tb00738.x.
10. 1 2 3 4 5 6  Budd, G. E. (1996). “The morphology of Opabinia regalis and the reconstruction of the arthropod stem-group”. 《Lethaia》 29 (1): 1–14. Bibcode:1996Letha..29....1B. doi:10.1111/j.1502-3931.1996.tb01831.x.
11. ↑  Xianguang, Hou; Bergström, Jan (2006). 〈Dinocaridids – anomalous arthropods or arthropod-like worms?〉.   Jiayu, Rong; Zongjie, Fang; Zhanghe, Zhou; Renbin, Zhan; Xiangdong, Wang; Xunlai, Yuan. 《Originations, Radiations and Biodiversity Changes – evidences from the Chinese fossil record.》. 139–158쪽. CiteSeerX 10.1.1.693.5869.
12. ↑  Chipman, Ariel D. (2015년 12월 18일). “An embryological perspective on the early arthropod fossil record”. 《BMC Evolutionary Biology》 15 (1): 285. Bibcode:2015BMCEE..15..285C. doi:10.1186/s12862-015-0566-z. ISSN 1471-2148. PMC 4683962. PMID 26678148.
13. ↑  Paulus, H. F. (2000). “Phylogeny of the Myriapoda-Crustacea-Insecta: a new attempt using photoreceptor structure*”. 《Journal of Zoological Systematics & Evolutionary Research》 38 (3): 189–208. doi:10.1046/j.1439-0469.2000.383152.x.
14. 1 2 3  Zhang, X.; Briggs, D. E. G. (2007). “The nature and significance of the appendages of Opabinia from the Middle Cambrian Burgess Shale”. 《Lethaia》 40 (2): 161–173. Bibcode:2007Letha..40..161Z. doi:10.1111/j.1502-3931.2007.00013.x.
15. 1 2 3 4 5  Budd, G. E.; Daley, A. C. (2011). “The lobes and lobopods of Opabinia regalis from the middle Cambrian Burgess Shale”. 《Lethaia》 45: 83–95. doi:10.1111/j.1502-3931.2011.00264.x.
16. ↑  Chen, J-Y.; Ramsköld, L.; Gui-qing Zhou, G-Q. (May 1994). “Evidence for Monophyly and Arthropod Affinity of Cambrian Giant Predators”. 《Science》 264 (5163): 1304–1308. Bibcode:1994Sci...264.1304C. doi:10.1126/science.264.5163.1304. PMID 17780848. S2CID 1913482.
17. ↑  Vannier, Jean; Liu, Jianni; Lerosey-Aubril, Rudy; Vinther, Jakob; Daley, Allison C. (2014년 5월 2일). “Sophisticated digestive systems in early arthropods”. 《Nature Communications》 (영어) 5 (1): 3641. Bibcode:2014NatCo...5.3641V. doi:10.1038/ncomms4641. ISSN 2041-1723. PMID 24785191. S2CID 205324774.
18. ↑  Ortega-Hernández, Javier; Janssen, Ralf; Budd, Graham E. (2017년 5월 1일). “Origin and evolution of the panarthropod head – A palaeobiological and developmental perspective”. 《Arthropod Structure & Development》 (영어) 46 (3): 354–379. Bibcode:2017ArtSD..46..354O. doi:10.1016/j.asd.2016.10.011. ISSN 1467-8039. PMID 27989966.